# Estação Antártica Jinnah
A Estação Antártica Jinnah (EAJ) é uma estação de pesquisa científica na Antártida operada pelo Programa Antártico Paquistanês.
Está localizada na vizinhança das Montanhas Sør Rondane, Terra da Rainha Maud na Antártica Oriental.

## Descrição e história
O Paquistão assinou o Comitê Científico sobre Pesquisa Antártica (SCAR) em 1991. E, o programa foi lançado pelos cientistas do Instituto Nacional de Oceanografia, com promessa de apoio completo pelo Ministério da Ciência e Tecnologia do Governo Paquistanês. O programa foi conduzido pela Marinha Paquistanesa já que ela tinha providenciado apoio logístico ao programa. Em 1991, a Estação Antártica Jinnah foi estabelecida. O Paquistão mantém duas estações de pesquisa de verão e um observatório climático na vizinhança da Cordilheira SOR Rondane.
As instalações foram rapidamente expandidas pelo NIO. Conselheiros governamentais pertencentes ao Ministério da Ciência e Tecnologia frequentemente visitaram a área. Engenheiros navais e cientistas paquistaneses inspecionaram o desenvolvimento da base. Por volta de 1994, a base era tecnologicamente avançada. Em, 2001, o sistema operacional dos dados estava conectado ao satélite Badr-B. O satélite envia imagens digitais da região para a sede da NIO. Em 2002, os cientistas da SUPARCO visitando a base, onde haviam instalado e configurado a sala de controle equipada com um supercomputador avançado, fizeram funcionar diretamente para os cientistas do NIO e da SUPARCO. Mais tarde, um equipamento de comunicação foi configurado com o Programa Antártico dos Estados Unidos. Em 2005, engenheiros e cientistas da Força Aérea construíram uma pequena pista de pouso e decolagem e uma sala de controle para monitorar os voos. Como hoje, a EAJ é freqüentemente visitada pelos cientistas dos Estados Unidos que conduziram suas pesquisas com seus correspondentes paquistaneses. Começando em 2010, ao Governo paquistanês foi dado sinal verde para expandir a instalação EAJ para uma base operacional permanente principal.